# NV Energy
NV Energy Inc. ist ein Elektrizitäts- und Gasversorger mit Sitz in Las Vegas in Nevada. Die Holdinggesellschaft notierte an der New York Stock Exchange und gehört heute zum Geschäftsfeld Energie der Berkshire Hathaway.
NV Energy versorgt rund 1.000.000 Kunden im Süden Nevadas und 350.000 Kunden im Norden des Staates mit Strom und nochmals mehr als 150.000 Kunden in der Region Reno-Sparks mit Gas.

## Geschichte
Die Unternehmensgeschichte reicht zurück bis ins Jahr 1928 als die Sierra Pacific Power Company gegründet wurde, die für die Energieversorgung im Norden von Nevada zuständig war.

## Tochterunternehmen
- Nevada Power Company
- Sierra Pacific Power Company